# Jiří Janda (politik)
Jiří Janda (* 18. září 1964 Hodonín) je český politik a pedagog, v letech 2008 až 2016 zastupitel Jihomoravského kraje (v letech 2008 až 2010 a opět 2012 až 2016 radní kraje), od roku 2002 zastupitel města Hodonína, člen ČSSD.

## Život
Narodil se v roce 1964, žije v Hodoníně. Po absolvování Pedagogické fakulty Masarykovy univerzity působil jako učitel v Hodoníně na ZŠ Očovská, zástupce ředitele ZŠ a MŠ v Dolních Bojanovicích a ředitel Základní školy a Mateřské školy Strážovice.

## Veřejné působení
Na ustavujícím zasedání krajského zastupitelstva v listopadu 2008 byl zvolen členem Rady Jihomoravského kraje. Do jeho kompetence patřila oblast školství. Této funkce se vzdal v září 2010, kdy byl následně zvolen předsedou Výboru pro výchovu, vzdělávání a zaměstnannost Zastupitelstva Jihomoravského kraje. V těchto funkcích se podílel na optimalizaci středních škol zřizovaných Jihomoravským krajem, které schválilo krajské zastupitelstvo v září 2011 a také na organizaci celostátní přehlídky odborné dovednosti žáků středních škol České ručičky.
Jiří Janda je od roku 2000 členem ČSSD, k prosinci 2015 je předsedou Okresního výkonného výboru ČSSD Hodonín a členem Krajského výkonného výboru ČSSD Jihomoravského kraje. V krajských volbách 2012 byl opět zvolený do Zastupitelstva Jihomoravského kraje.
Na ustavujícím zasedání krajského zastupitelstva 23. listopadu 2012 byl opět zvolen členem krajské rady, v jeho kompetenci je oblast školství v záležitostech výkonných zřizovatelských funkcí, sportu a mládeže, národnostních menšin. Poté, co byl zvolen místostarostou v Hodoníně, rezignoval k datu 1. února 2016 na funkci krajského radního. Ve volbách v roce 2016 už post krajského zastupitele neobhajoval.